# Piotr Stepnowski
Piotr Stepnowski (* 30. Juni 1970 in Danzig) ist ein polnischer Chemiker. Seit 2020 ist er Rektor der Universität Danzig.

## Leben
Piotr Stepnowski ist Sohn von Andrzej Stepnowski, einem Professor für Informatik der Technischen Universität Danzig. Er besuchte das Allgemeinbildende Gymnasium Nr. 3 in Gdynia und studierte anschließend Umweltschutz an der Universität Danzig.
1995 begann er sein Doktoratsstudium am Institut für Ozeanologie der Polnischen Akademie der Wissenschaften in Sopot 1999 promovierte er am Lehrstuhl für Chemie der Universität Danzig, 2005 folgte dort auch seine Habilitation. Er verblieb an der Hochschule und wurde im 2006 Inhaber des Lehrstuhls für Umweltanalysen. 2009 wurde Piotr Stepnowski zum Professor ernannt. Von 2008 bis 2011 war er Prodekan, anschließend bis 2016 Dekan am Lehrstuhl für Chemie. 2011 bis 2012 war Piotr Stepnowski Initiator und erster Vorsitzender des Instituts für Umweltschutz und Gesundheit der Menschen. 2016 wurde er Prorektor für Lehre und internationale Zusammenarbeit. Anschließend wurde er 2020 für eine 4-jährige Amtszeit zum Rektor der Uni Danzig gewählt, 2024 für weitere vier Jahre wiedergewählt.

## Werk
Piotr Stepnowski ist Pionier der Untersuchung und Bewertung von Umweltschäden durch ionische Flüssigkeiten und Arzneimittel. Er entwickelte über ein Dutzend Methoden zur quantitativen und qualitativen Bewertung von ionischen Flüssigkeiten die heute Weltstandard sind.
Auf Grund dieser Methoden konnten einige Substanzen erstmals in Abwässern, Böden und Grundwasser nachgewiesen werden. Dies brachte auch neue Erkenntnisse über Wirkung und Toxizitäten von Medikamenten in der Umwelt.
Sein h-Index lag 2020 bei 49 und damit ist Piotr Stepnowski einer der bedeutendsten polnischen Wissenschaftler.
Von 2010 bis war er 2016 Mitglied des Rats zum Schutz der Umwelt und Wasserwirtschaft, 2005 bis 2008 Präsident Polski Klub Ekologiczny und von 2005 bis 2015 zugleich Sekretär des Wissenschaftsrates des Pommerschen Zentrums für Forschung und Umwelttechnologie (Pomorski Centrum Badań i Technologii Środowiska). Seit 2009 ist er zudem Präsident der Agentur für regionale Atmosphärenüberwachung der Dreistadt (Agencja Regionalnego Monitoringu Atmosfery Gdańsk-Gdynia-Sopot).

## Veröffentlichungen
- Piotr Stepnowski, Bogdan Skwarzec, The bioaccumulation of210Po and210Pb in the southern Baltic organisms in Czechoslovak Journal of Physics, 1999, ISSN 0011-4626
- Ewa Maria Siedlecka, Piotr Stepnowski Phenols degradation by Fenton reaction in the presence of chlorides and sulfates in Polish Journal of Environmental Studies 2005,
- Piotr Stepnowski, Joanna Nichthauser et al. Usefulness of π...π aromatic interactions in the selective separation and analysis of imidazolium and pyridinium ionic liquid cations in Analytical and Bioanalytical Chemistry 2006
- Ewa Siedlecka, Piotr Stepnowski, The effect of alkyl chain length on the degradation of alkylimidazolium- and pyridinium-type ionic liquids in a Fenton-like system in Environmental Science and Pollution Research 2009, ISSN 0944-1344

## Auszeichnungen
Für seine Arbeit über die Analyse negativer Effekte von Arzneimitteln und ionischen Flüssigkeiten erhielt er 2018 den Johannes-Hevelius-Wissenschaftspreis der Stadt Danzig.